# Calochortus pringlei
Calochortus pringlei är en liljeväxtart som beskrevs av Benjamin Lincoln Robinson. Calochortus pringlei ingår i släktet Calochortus och familjen liljeväxter. Inga underarter finns listade.